# Ньюпорт, Джордж
Джордж Ньюпорт (George Newport, 1803—1854) — английский биолог, президент Королевского энтомологического общества Лондона с 1843 по 1844 годы.

## Биография
Джордж Ньюпорт родился 14 февраля 1803 года в городке Кентербери.
Согласно «ЭСБЕ», наиболее важны его исследования по анатомии многоножек («Monograph of the Class Myriapoda, Order Chilopode», Л., 1845, в «Transact. of the Linnean Society», т. XIX) и работы в «Philosophical Transactions of the Royal Society of London» (1841 и 1843).
В 1836 году, за существенный вклад в науку, учёный был награждён Королевской медалью Лондонского королевского общества.
Джордж Ньюпорт умер 6 апреля 1854 года в городе Лондоне.

## Награды
- Королевская медаль (1836)
- Бейкеровская лекция (1841)